# Выборы на Арубе
Выборы на Арубе — проводящиеся четыре года мероприятия по избранию 21 депутата в парламент Арубы по открытому списку пропорционального представительства партийного списка.
Места распределяются только между партиями, получившие на выборах голосов хотя бы на одну квоту (1/21 или 4,76 % голосов избирателей) по методу Хагенбах-Бишофа.
Арубская демократия характеризуется как многопартийная система с двумя или тремя доминирующими партиями.
Организацию и проведение выборов осуществляют независимые коллегиальные органы — избирательные комиссии.
Институт выборов регулируется конституцией Арубов и его региональным законодательством, а также актами Королевства Нидерландов. Конституция Арубы гарантирует всеобщее, равное, прямое голосование на выборах. Права граждан избирать и быть избранными, а также вольно осуществлять свои политические права.